# کارین دیویس
کارین دیویس (انگلیسی: Caryn Davies؛ زادهٔ ۱۴ آوریل ۱۹۸۲) قایقران روئینگ اهل ایالات متحده آمریکا است.
وی در مسابقات کشوری و بین‌المللی در مجموع برندهٔ ۱۱ مدال طلا، ۲ مدال نقره، ۲ مدال برنز شده‌است.